# بولبور
بولبور (به چکی: Boleboř) یک منطقهٔ مسکونی در جمهوری چک است که در ناحیه خوموتوو واقع شده‌است. بولبور ۲۰٫۰۵ کیلومتر مربع مساحت و ۲۰۹ نفر جمعیت دارد و ۶۲۰ متر بالاتر از سطح دریا واقع شده‌است.